# Parafia Przemienienia Pańskiego w Syracuse
Parafia Przemienienia Pańskiego w Syracuse (ang. Transfiguration Parish) – parafia rzymskokatolicka położona w Syracuse w hrabstwie Onondaga, stanu Nowy Jork, Stany Zjednoczone.
Jest ona wieloetniczną parafią w diecezji Syracuse, z mszą św. w j. polskim dla polskich imigrantów.
Erygowana w 1911 roku i dedykowana Przemienieniu Pańskiemu.

## Nabożeństwa w j.polskim
- Niedziela – 11:00 (ostatnia niedziela miesiąca)